# لان تری (کلرادو)
لان تری (به انگلیسی: Lone Tree) شهری در ایالت کلرادو کشور ایالات متحده آمریکا است که جمعیت آن در سرشماری سال ۲۰۱۰ میلادی، ۱۰٬۲۱۸ نفر بوده‌است.